# Skogsgökbi
Skogsgökbi (Nomada panzeri; även kallad Nomada glabella; se nedan under "Beskrivning") är en biart som beskrevs av Amédée Louis Michel Lepeletier 1841. Den ingår i släktet gökbin och familjen långtungebin.

## Beskrivning
Huvudet är svart, hos hanen med gula markeringar i ansiktet. Mellankroppen är svart med röda teckningar, mer omfattande hos honan. Bakkroppen är färgad i rött och svart med gula sidofläckar på tergiterna; hos hanen kan sidofläckarna smälta samman till gula tvärband. Åtminstone två former förekommer: Den ljusare Nomada panzeri f. panzeri och den mörkare (och i Norden nordligare) Nomada panzeri f. glabella. En tredje form har fortfarande inte exakt definierats. Bland annat Finlands Artdatacenter använder synonymen Nomada glabella som namnet för arten, med samma, svenska trivialnamn "skogsgökbi". Kroppslängden är 9 till 12 mm.

## Ekologi
Skogsgökbiet bygger inga egna bon, utan larven lever som boparasit hos sandbina äppelsandbi, krusbärssandbi (för formen panzeri), blåbärssandbi (för formen glabella) samt, på kontinenten och i Storbritannien, glödsandbi, hallonsandbi och Andrena synadelpha där den dödar ägget eller larven och lever på det insamlade matförrådet. Ytterligare en möjlig värdart är äppelsandbi.
Arten håller till i många olika habitat som hedar, hällmark, alvar, glesvuxen skog och skogsbryn, grusvägar, dikesrenar och flodslätter, täkter och ruderatområden som järnvägsmark, men även bebyggda områden som trädgårdar och parker. Flygtiden på kontinenten är april till juni/juli, i nordligare delarna av utbredningsområdet maj till juni eller, längst i norr, i norra Norrland, även till slutet av juli. Arten är polylektisk, den besöker blommande växter från flera familjer.

## Utbredning
Arten finns i stora delar av Europa, västerut till Eire och Storbritannien, österut via Sibirien till Japan och Koreahalvön. Den når norrut till Norden, och söderut till Iberiska halvön och norra Italien
I Sverige finns den i hela landet upp till Torne lappmark. I Finland förekommer den också i hela landet, från Åland och sydkusten till norra Lappland.